# Якла
Якла́ — река в России, протекает в Сурском районе Ульяновской области. Левый приток реки Большая Якла.

## География
Река Якла берёт начало у села Ружеевщино. Течёт на север по открытой местности. Устье реки находится у деревни Сычевка в 23 км по левому берегу реки Большая Якла. Длина реки составляет 21 км, площадь водосборного бассейна — 153 км².

## Данные водного реестра
По данным государственного водного реестра России относится к Верхневолжскому бассейновому округу, водохозяйственный участок реки — Сура от Сурского гидроузла и до устья реки Алатырь, речной подбассейн реки — Сура. Речной бассейн реки — (Верхняя) Волга до Куйбышевского водохранилища (без бассейна Оки).
Код объекта в государственном водном реестре — 08010500312110000037453.